# Rhabdochaeta pulchella
Rhabdochaeta pulchella es una especie de insecto del género Rhabdochaeta de la familia Tephritidae del orden Diptera.

## Historia
Meijere la describió científicamente por primera vez en el año 1904.